# Фреми, Луи
Луи Фреми (2 апреля 1805, Сен-Фаржо (Йонна) — 17 марта 1891, Париж) — французский юрист, государственный служащий и политик.

## Биография
В 1829 году стал адвокатом в Париже, в 1831 году — мэром Сен-Фаржо и окружным советником. В 1833 году стал аудитором в Государственном совете, в 1835 году - су-префектом Домфрона и в 1837 году Жьена. 
В 1842 году был назначен секретарём административной комиссии железных дорог и в 1845 году генеральным инспектором железных дорог. В 1848 он стал главой штаба Министерства внутренних дел. 
В 1848 году стал генерал-канцлером, был депутатом от Йонны с 1849 по 1851 год, поддерживая монархистов, за что после государственного переворота 2 декабря 1852 года он был назначен членом совещательной комиссии. 
В начале 1853 года ему была поручена реорганизация министерства внутренних дел, а 4 года спустя — главное заведование поземельным и земледельческим кредитом, чем он занимался с 1857 по 1877 год. 
С 1865 по 1869 год вновь был депутатом от Йоны от роялистов. Во время выборов 1869 года выступил в законодательный корпус кандидатом, но, несмотря на поддержку правительства, потерпел неудачу. В 1876 году вновь потерпел неудачу, пытаясь избраться сенатором.